# Număr EC
Numerele EC (din engleză Enzyme Commission number) sunt atribuite pentru enzime, cu scopul clasificării acestora pe baza reacțiilor chimice pe care le catalizează.

## Format
Fiecare denumire este formată din literele „EC” urmate de cifre, separate prin puncte. Cifrele reprezintă clasificarea enzimelor în diferite clase și subclase.
De exemplu, tripeptid aminopeptidazele au codul EC 3.4.11.4, ceea ce indică:
- EC 3 sunt hidrolaze
- EC 3.4 sunt hidrolaze care acționează la nivelul legăturilor peptidice
- EC 3.4.11 sunt hidrolaze care clivează capetele amino-terminale ale aminoacizilor din peptide
- EC 3.4.11.4 sunt hidrolaze care clivează capetele amino-terminale din tripeptide

## Clasificare
| Clasă               | Reacție catalizată                                                                                                | Reacție tipică                                  | Exemple de enzime                      |
| ------------------- | --- | ----------------------------------------------- | -------------------------------------- |
| EC 1 Oxidoreductaze | Procese de oxidare/reducere; transfer de atomi de H și O sau electroni de la o moleculă la alta                   | AH + B → A + BH (redus) A + O → AO (oxidat)     | Dehidrogenaze, oxidaze                 |
| EC 2 Transferaze    | Transfer de grupă funcțională de la o moleculă la alta. Grupele pot fi metil-, acil-, amino- sau fosfat.          | AB + C → A + BC                                 | Transaminaze, kinaze                   |
| EC 3 Hidrolaze      | Formarea a doi produși de reacție dintr-un substrat prin hidroliză                                                | AB + H2O → AOH + BH                             | Lipaze, amilaze, peptidaze, fosfatasze |
| EC 4 Liaze          | Reacții de adiție non-hidrolitică sau de eliminare a unor grupe. Legăturile C-C, C-N, C-O sau C-S pot fi clivate. | RCOCOOH → RCOH + CO2 or [X-A+B-Y] → [A=B + X-Y] | Decarboxilaze                          |
| EC 5 Izomeraze      | Procese de transpoziție intramoleculară, de exemplu izomerizare                                                   | ABC → BCA                                       | Izomeraze, mutaze                      |
| EC 6 Ligaze         | Legarea a două molecule prin formarea de noi legături chimice C-O, C-S, C-N or C-C și consumarea ATP              | X + Y + ATP → XY + ADP + Pi                     | Sintetaze                              |
| EC 7 Translocaze    | Transferul ionilor sau moleculelor de o parte și de alta a membranelor biologice sau separarea lor de membrane    |                                                 | Transportori                           |